# ユアズ・フェイスフリー
『ユアズ・フェイスフリー』（Yours Faithfully）は、リビー・ジャクソンが1998年にリリースした4枚目のスタジオ・アルバム。弟マイケル・ジャクソンのレーベルMJJより発売。
「フライ・アウェイ」はマイケルがアルバム『バッド』のために書いていた曲を提供されたもの、マイケルのバージョンは『バッド』のスペシャル・エディションおよび25周年記念盤に収録された。
1984年のヒットシングル「センティピード」をボーナストラック的に収録。

## 収録曲
| #   | タイトル                                       | 作詞 | 作曲・編曲 |
| --- | ---------------------------------------------- | ---- | ---------- |
| 1.  | 「ホワット・ユー・ニード」                     |      |            |
| 2.  | 「プレイ・ユア・ゲーム」                       |      |            |
| 3.  | 「ユアズ・フェイスフリー」                     |      |            |
| 4.  | 「ゲット・バック・トゥ・ユー」                 |      |            |
| 5.  | 「アイ・ドント・ウォント・トゥ・ルーズ・ユー」 |      |            |
| 6.  | 「フライ・アウェイ」                           |      |            |
| 7.  | 「ユー・テイク・ミー・プレイセス」             |      |            |
| 8.  | 「ワンス・イン・ア・ライフタイム・ラヴ」       |      |            |
| 9.  | 「ベイビー、アイム・イン・ヘヴン」             |      |            |
| 10. | 「Koo Koo」                                    |      |            |
| 11. | 「センティピード」                             |      |            |

| #   | タイトル                                                | 作詞 | 作曲・編曲 |
| --- | ------------------------------------------------------- | ---- | ---------- |
| 12. | 「ユアズ・フェイスフリー（C&Jシングル・ヴァージョン）」 |      |            |